# Saint-Benoît (Ain)
Saint-Benoît is een voormalige gemeente in het Franse departement Ain (regio Auvergne-Rhône-Alpes) en telt 582 inwoners (1999). De oppervlakte bedraagt 21,2 km², de bevolkingsdichtheid is 27,5 inwoners per km².

## Geschiedenis
Op 1 januari 2016 fuseerde de gemeente met de gemeente Groslée tot de gemeente Groslée-Saint-Benoit. 

## Demografie
Onderstaande figuur toont het verloop van het inwoneraantal van Saint-Benoît vanaf 1962.
Vanwege een beveiligingsprobleem met de MediaWiki Graph-software is het momenteel niet mogelijk deze grafiek weer te geven. Zodra de software is bijgewerkt zal de grafiek vanzelf weer zichtbaar worden.